# HD110137
HD110137 — хімічно пекулярна зоря спектрального класу A2, що має видиму зоряну величину в смузі V приблизно  9,4.
Вона  розташована на відстані близько 1058,9 світлових років від Сонця.